# Hofstède
Pour les articles homonymes, voir Hofstede.
Une hofstède est un type de ferme en Flandre.
Le mot existe aussi en flamand et en néerlandais (sous les formes hofstede, hofsteede, hofsté ou Hofstee). Il peut être utilisé comme un synonyme de Buitenplaats, en néerlandais. Dans ce dernier sens, c'est plutôt la propriété, rurale, d'un riche propriétaire qui ne cultive pas lui même ses terres.
En français, on traduit souvent le terme par ferme-manoir ou ferme-château.
Ce type de ferme est typique du Westhoek, en Flandre française. Elle est définie comme une ferme à cour ouverte (ferme en U). La région lilloise offre une transition entre les fermes à cour complètement fermée situées plus au sud, appelée censes (ou ferme en carré) et les fermes à cour ouverte de la Flandre.
L'hofstède peut s'agrémenter d'un jardin flamand, comme dans le cas de la Ferme du mont des Récollets, à Cassel.

## Hofstèdes à Ledringhem, dans le Nord, en France
Selon Edmond-Louis Blomme, dans sa Monographie de la commune de Ledringhem, parue en 1896, ce serait le seul type d'habitation rurale de la commune. Il l'appelle hofstide et en donne pour étymologie, à la page 97, le mot allemand Hofstad (de Hof signifiant jardin et stad signifiant place ou cour).
Blomme donne une description de la maison d'habitation. Elle est tournée vers le soleil pour profiter au maximum de la chaleur, avec un toit qui descend très bas notamment à l'arrière avec des appentis. À l'est et à l'ouest, on oppose aux vents des pignons. Elle n'a pas d'étage. Le grenier n'est pas occupé et sert de lieu de stockage des semences. La maison est séparée des étables.
Le Paeltronck Hoeve (ferme du têtard borne, en français) à Ledringhem est une hofstède.

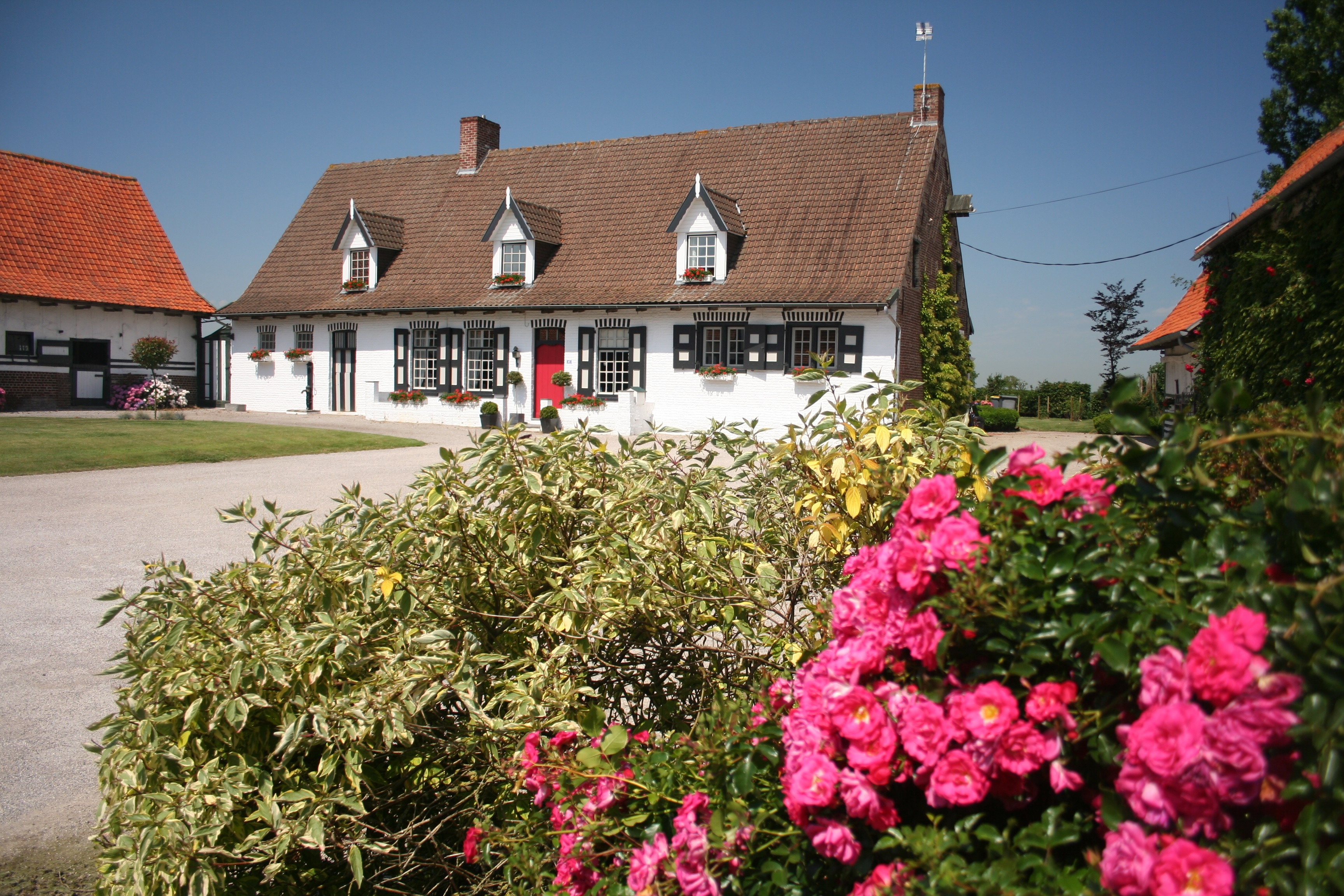
Paeltronck Hoeve - Une hofstède à Ledringhem.

Blomme signale que la cour en face de l'entrée de l'habitation, même si elle est flanquée de bâtiments agricoles, n'est généralement pas utilisée à des fins agricoles. C'est le lieu d'agrément du fermier. Mais d'autres cours à l'arrière des bâtiments existent pour un usage purement agricole.